# Taralea reticulata
Taralea reticulata är en ärtväxtart som först beskrevs av George Bentham, och fick sitt nu gällande namn av Adolpho Ducke. Taralea reticulata ingår i släktet Taralea och familjen ärtväxter. Inga underarter finns listade i Catalogue of Life.